# Tierras altas del Sudeste
Las tierras altas del Sudeste (en inglés, South Eastern Highlands) es una biorregión provisional en el este de Australia, que abarca partes de los estados y territorios de Nueva Gales del Sur, el Territorio de la Capital Australiana y Victoria. La biorregión comprende 8 375 961 hectáreas (20 697 432,1 acre) y tiene aproximadamente 3860 kilómetros (2398,5 mi) de largo. Los Alpes Australianos, así como las laderas del Suroeste, delimitan la región desde el sur y el oeste; y al noreste, la biorregión de la cuenca de Sídney, así como la biorregión del South East Corner, al este.
Además de Canberra, varias ciudades regionales forman parte de la biorregión, como Orange en el norte, Queanbeyan y Yass en el centro, Goulburn en el este y la ciudad de Bombala en el sur. Las tierras altas del Sudeste son una fuente importante de oro, cobre, estaño, petróleo y gas natural.
La región es conocida por las montañas y mesetas que son paralelas al territorio este y sureste de Australia. Esto forma la Divisoria Continental, que incluye Tasmania, y se eleva hasta el monte Kosciuszko, el pico más alto de Australia continental con 2228 metros (2436,6 yd) de altura.

## Historia regional
Las tierras altas del Sudeste han sido ocupadas por muchos grupos de personas a lo largo de la historia. La región se divide en diferentes grupos. Los grupos Ngunawal y Gandangara ocuparon la parte norte. Los grupos Ngarigo vivían en el sur y centro de la región. El grupo Walbanga también vivía en el centro junto con el grupo Ngarigo. En la parte occidental de las tierras altas, un grupo llamado Wagal ocupó esa parte de las tierras altas.

## Geografía

### Topografía
La biorregión de las Tierras Altas del Sudeste abarca los cordones montañosos de la Gran Cordillera Divisoria que se encuentran geográficamente debajo de los Alpes Australianos del sudoeste. Se extiende a la Gran Escarpa en el este y a las laderas occidentales de las cuencas de drenaje del interior, y continúa hacia Victoria.

### Geología
Las Tierras Altas son una parte del cinturón plegado de Lachlan que atraviesa los estados orientales como una secuencia de areniscas, lutitas y rocas volcánicas metamorfoseadas del Ordovícico al Devónico, impuestas por muchos cuerpos de granito y distorsionadas por cuatro episodios de plegamiento, fallas y levantamiento. De norte a sur es la tendencia estructural general en esta biorregión.
Las Tierras Altas Orientales abarcan una secuencia de montañas en el sur coronadas por el monte Kosciuszko y cuellos volcánicos, cúpulas de ceniza y restos de flujo más al norte. La actividad volcánica fue extensa y hay enormes áreas de arenas y gravas de ríos relacionados en el valle central de Shoalhaven, que se encuentran en el Cenozoico.
En la región de Monaro es donde se encuentran los principales campos de lava, y allí se han reconocido 65 centros de erupción. Han sido fechados como 34-55. millones de años. Las Tierras Altas son muy ricas en minerales y también contienen la mayoría de las cuencas mineras de Australia. En las Montañas Nevadas, en Kiandra más precisamente, se extrajo oro de gravas de río en la cima de una colina de 18 a 20 millones de años.

## Clima
El clima varía mucho en las tierras altas del sureste debido a la variación topográfica y su efecto sobre la presión atmosférica, la luz, el viento y la lluvia. En su mayoría tiene clima templado, con veranos cálidos y sin estación seca. La temperatura media anual está entre 6-16 grados Celsius (42,8-60,8 °F). La temperatura mínima es de alrededor de −4 grados Celsius (24,8 °F), y el máximo es de aproximadamente 30 grados Celsius (86,0 °F). Suele haber muchos temporales en las tierras altas. Los vientos más fuertes suelen ser por las tardes.

## Biodiversidad
Tanto los suelos como la vegetación se ven afectados por la temperatura a través de la distribución de especies, que se puede observar a través de secuencias en los huecos helados. La vegetación se compone de boj amarillo, boj rojao y eucalipto rojo de Blakely. Las áreas de boj blanco se encuentran en las áreas más bajas, donde la corteza fibrosa roja, la menta y la goma blanca dominan las colinas en el oeste. El barril marrón es común en el este y el roble de río se encuentra a lo largo de los arroyos principales. En los lugares más altos, a lo largo de las bolsas de aire frío, hay parches de eucalipto de nieve. A lo largo de los pantanos de la meseta de Boyd, es donde se encuentra el árbol del té.

## Subregiones
En el sistema IBRA, la biorregión tiene el código de (SEH) y tiene dieciséis subregiones:
| Subregión IBRA          | Código IBRA |                         |       |
| ----------------------- | ----------- | ----------------------- | ----- |
| Subregión IBRA          | Código IBRA | Highlands-Southern Fall | SEH01 |
| Highlands-Northern Fall | SEH02       |                         |       |
| Otway Ranges            | SEH03       |                         |       |
| Strzelecki Ranges       | SEH04       |                         |       |
| Murrumbateman           | SEH06       |                         |       |
| Bungonia                | SEH07       |                         |       |
| Kanangra                | SEH08       |                         |       |
| Crookwell               | SEH09       |                         |       |
| Oberon                  | SEH10       |                         |       |
| Bathurst                | SEH11       |                         |       |
| Orange                  | SEH12       |                         |       |
| Hill End                | SEH13       |                         |       |
| Bondo                   | SEH14       |                         |       |
| Kybeyan-Gourock         | SEH15       |                         |       |
| Monaro                  | SEH16       |                         |       |
| Capertee Uplands        | SEH17       |                         |       |